# يوكي هاتاناكا
يوكي هاتاناكا (باليابانية: 畠中 佑樹) (مواليد 26 أكتوبر 1993)، هو لاعب كرة قدم ياباني سابق كان يلعب كلاعب وسط.

## وصلات خارجية
- يوكي هاتاناكا على موقع رابطة كرة القدم اليابانية للمحترفين (اليابانية)